# Tragic Love
Tragic Love est un film muet américain réalisé par D. W. Griffith, sorti en 1909.

## Synopsis
Après la mort d'un mari violent, un homme est accusé du meurtre.

## Fiche technique
- Titre : Tragic Love
- Réalisation et scénario : D. W. Griffith
- Société de production et de distribution : American Mutoscope and Biograph Company[1]
- Photographie : G. W. Bitzer et Arthur Marvin
- Pays de production :  États-Unis
- Format[2] : Noir et blanc - Muet - 1,33:1 ou 1,37:1[3] - 35 mm[3],[4]
- Longueur de pellicule : 893 pieds (272 mètres[4])
- Durée : 15 minutes (à 16 images par seconde)[2]
- Date de sortie : 11 février 1909

## Distribution
Les noms des personnages proviennent de l'Internet Movie Database.
- Arthur V. Johnson : Bob Spaulding
- Linda Arvidson : Mme Rankin
- David Miles : M. Rankin
- Jeanie Macpherson
- Mack Sennett : un serveur / le policier / une personne à l'usine
- John R. Cumpson : un serveur
- Clara T. Bracy
- Charles Avery : une personne à l'usine[5]
- George Gebhardt : le premier voleur / une personne à l'usine[5]
- Robert Harron : le livreur de journaux[5]
- Anita Hendrie : la patronne / la complice des voleurs / une personne à l'usine[5]
- Charles Inslee : le deuxième voleur[5]
- Florence Lawrence la domestique / une personne à l'usine[3],[5]
- Marion Leonard : une personne à l'usine[5]
- Harry Solter : une personne à l'usine[5]

## Autour du film
Les scènes du film ont été tournées les 28 et 30 décembre 1908 et le 12 janvier 1909 dans le studio de la Biograph à New York et à Fort Lee, dans le New Jersey.